# 犯罪預防
預防理論是刑罰學的重要理論之一，主張刑罰不是對犯罪的應報，而是在藉由刑罰的設定，保障社會上人們的共同安全。在德國刑法學傳統中，由於應報理論又被稱為「絕對刑罰理論」（德語：absolute Straftheorie），因此預防理論被相應地稱為「相對刑罰理論」（德語：relative Straftheorie）。

## 分類
預防理論可以分為「一般預防」和「特別預防」兩大面向，每個面向又可分為積極的和消極的方法。一般預防的「一般」（general）是指「大眾」；此刑罰目的旨在透過社會大眾的信服或恐懼等心理作用，來減少犯罪。特別預防的「特別」（special）是指「個別犯罪人」，亦即已被送進司法機關處理的嫌犯或已定罪的犯人；此刑罰目的旨在透過對特定犯罪人的處罰或改善，來減少他們的再犯。
積極的一般預防旨在透過刑罰對大眾進行教育，增進大眾對刑法規範的認同，使人主動依規範行事，以此減少犯罪。消極的一般預防亦即威嚇理論，旨在透過刑罰的嚴厲性和迅速性來警惕社會大眾，使人們因害怕受罰而不敢犯罪。
積極的特別預防旨在透過對犯罪人的矯治、教化，使他將不犯罪的主流價值觀內化，以此減少再犯。消極的特別預防旨在透過對（尤其是高風險的）犯罪人的（長期）監禁，使他因空間隔離而無法在社會上犯罪。
這四種預防理論並不是互斥的，而是可以互相補充。因為人類是多樣的，人類遵守規範的原因也是多樣的。併用多種觀點才能達到最大的犯罪預防效果。